# Michel Valette
Michel Valette (Colmar, 14 giugno 1928 – Antony, 14 marzo 2016) è stato un cabarettista, attore, compositore, fumettista e scrittore francese.

## Biografia
Nel 1954, creò il cabaret La Colombe a Parigi nella Île de la Cité, dove nei successivi dieci anni debuttarono più di 200 artisti, tra cui Guy Béart, Anne Sylvestre, Pierre Perret, Jean Ferrat, Maurice Fanon, Francesca Solleville, Helène Martin, Jean Vasca, Henri Gougaud, Georges Moustaki, Marc Ogeret, Avron and Claude Philippe Evrard, Bernard Haller, Henri Guybet e Romain Bouteille.